# Alexandre Plana
Alexandre Plana (Lérida, 1889-Banyuls, 1940) fue un crítico, poeta y narrador español en lengua catalana.

## Biografía
Considerado uno de los críticos novecentistas más importantes, ejerció en distintas publicaciones barcelonesas la crítica literaria, teatral y artística. Formó parte de la peña de intelectuales del Ateneo Barcelonés, junto a Joaquim Borralleres, Joan Estelrich, Josep M. de Sagarra, y un joven Josep Pla, a quien animó en sus primeros pasos ejerciendo como  mentor literario.
Su poesía se encuadra en el noucentisme, junto a Josep Carner, López-Picó y Carles Riba, con quienes coincidió cultivando un estilo exento de retórica y barroquismos. 
En 1914 publicó Antologia de poetes catalans moderns en la Sociedad Catalana d'Edicions. Como introducción escribe «Las tendencias actuals de la poesia catalana». A continuación indica y descifra a cada uno de los poetas catalanes modernos: Joan Maragall, Emili Guanyabéns, Ignasi Iglesias, Lluis Via, Miquel Costa i Llovera, Joan Alcover, Gabriel Alomar, Joan Pijoan, Francesc Pujols, Jaume Bofill i Mates (Guerau de Liost), Josep Carner, Eugenio d'Ors, Joaquim Ruyra, Antoni Navarro, Jeroni Zane, Miquel S. Oliver, Llorenç Riber, Joan Puig i Ferreter, Francesc Sitja i Pineda, Miquel Ferra, Maria Antònia Salvà, Joan Llongueras, Ramon Vinyes, Pere Prat Gavallí, Miquel de Palol, Vicens Sole de Sojo, Josep Lleonart, Josep Maria López-Picó, Joaquim Folch i Torres, Ambrosi Carrión, Josep Masso Ventos, Carles Soldevila, Josep M. de Segarra, Carles Riba-Bracons, Lluis Valeri y Clementina Arderiu. Falleció el 7 de mayo de 1940.